# Maurice Pialat
Maurice Pialat (Cunlhat, Auvernia, 31 de agosto de 1925 - París, 11 de enero de 2003) fue un director, guionista y actor francés.

## Trayectoria
El padre de Maurice Pialat era un comerciante de madera, vino y carbón, que al arruinarse trasladó a su familia del Cunlhat natal a Courbevoie. El niño sería sobre todo educado por su abuela, en Villeneuve-Saint-Georges.
Pialat estudió Artes Decorativas y Bellas Artes durante la Segunda Guerra Mundial, pues quería ser pintor; y expuso en el Salón de los menores de 30 años tras la Liberación. Pero abandonó la pintura, para hacer pequeños trabajos. 
En la década de 1950, se inició en el teatro para dedicarse el resto de su vida al cine. Compró una cámara, e hizo varios cortos, como aficionado (Isabelle aux Dombes, Drôles de bobines, de 1957, o L'Ombre familière, de 1958). Estos suscitaron el interés del productor Pierre Braunberger, quien le produjo su primer corto profesional, L'Amour existe (1960). Pialat realizó, en 1962, Janine, que muestra el deambular de dos amigos en las calles de París.
En 1962, viajó a Turquía para rodar media docena de cortos. Y, por entonces, rodó asimismo en Arabia Saudita. En 1964, participó como técnico en el mediometraje de Henry Zaphiratos, Des enfants sages.
Por contraste con sus contemporáneos de la Nouvelle Vague, Maurice Pialat tuvo que esperar a 1968 para poder hacer su primer largometraje, L'Enfance nue, que se estrenó en enero de 1969 y ganó el Premio Jean Vigo de largometraje de ese año. Inicialmente, Pialat quiso rodar un documental sobre los niños de la asistencia pública, pero luego convirtió el proyecto en una obra de imaginación, donde muestra a un niño de diez años, separado de su familia, que finalmente acaba en un reformatorio.
En 1971, la segunda cadena de la ORTF le ofreció la dirección de una serie, La Maison des bois, sobre la vida de unos niños desplazados a la Isla de Francia en la Primera Guerra.
Pialat enseguida pudo concluir su segundo largometraje Nous ne vieillirons pas ensemble, basado en un libro propio; esta vez rodaba con dos actores conocidos, Jean Yanne y Marlène Jobert. La película tuvo una gran resonancia en la crítica y en el público. Después realizó La Gueule ouverte (1974) que mostraba la agonía de una madre de familia, víctima de un cáncer; dada la temática elegida, el fracaso comercial fue el esperado.
Enseguida, logró otro gran éxito con Passe ton bac d'abord (1978), que muestra la vida de un grupo de adolescentes en Lens (Pas-de-Calais). Para un gran crítico como Serge Daney, este film junto con L'Enfance nue y La Gueule ouverte formarían el trío más bello de su producción.
La película siguiente, Loulou (1979), narraba la historia de una mujer, Nelly (Isabelle Huppert), que abandonaba a su pareja y la vida burguesa para vivir con un individuo que no trabajaba, Loulou (Gérard Depardieu). De nuevo tuvo gran aceptación. 
La actriz Sandrine Bonnaire se reveló en À nos amours (1983), tenía entonces 17 años, y Pialat hacía de su padre en el filme (ella rodaría enseguida Sous le soleil de Satan); ambos obtuvieron un gran éxito. En el rodaje, Pialat conoció además a Sylvie Danton, que trabajaba en la producción, y sería su pareja y luego su mujer.
En 1985, Pialat realiza con éxito Police, con Sophie Marceau, Richard Anconina y Gérard Depardieu (por segunda vez); tenía breves secuencias con Sandrine Bonnaire. Se hizo amigo de Gérard Depardieu, y de hecho trabajó Pialat con él de continuo: en Loulou, Police, Sous le soleil de Satan y Le Garçu.
Maurice Pialat recibió la palma de oro de  Cannes, en 1987 por Bajo el sol de Satán, aunque parte de la sala quería que el premio fuese para Wim Wenders; él dijo públicamente: "si no me queréis, yo tampoco os quiero"; pero tuvo éxito de nuevo. Era la adaptación neblinosa de la novela homónima de Georges Bernanos, Sous le soleil de Satan, sobre la agonía del cura Donissan; no hay que olvidar que las dos referencias para Pialat fueron Jean Renoir y Robert Bresson, y que éste había rodado dos películas de Bernanos, El diario de un cura rural, en 1951, y Mouchette, en 1967. La película es un verdadero Pialat, y una obra de gran calado que mezcla rapidez y lentitud, como procede en la adaptación de una novela (inusual en él), en la que actúa de nuevo, destacadamente, el propio director.
En 1991, Maurice Pialat realizó un extenso Van Gogh, donde narra los últimos días del pintor y cuenta sus relaciones con Théo Van Gogh y con su médico; el filme fue muy bien recibido. 
Su último film, Le Garçu, de 1995, tuvo peor acogida; en él trabajó su hijo Antoine, con cuatro años; había nacido el 27 de enero de 1991 de su unión con Sylvie (Maurice Pialat tenía 66 años por entonces).
Pialat murió en París a los 77 años de edad (2003), de una enfermedad renal. 
Su mujer, Sylvie Pialat mostró al público, en 2013, sus pinturas en una exposición en el instituto Lumière de Lyon. Fue presentado como pintor expresionista por la crítica. Una serie de sus cuadros, figurativos, se muestran hoy en documentales que acompañan las ediciones en DVD de sus filmes.

## Filmografía
- 1968: L'enfance nue (La infancia desnuda)
- 1972: Nous ne vieillirons pas ensemble (Nosotros no envejeceremos juntos)
- 1974: La gueule ouverte
- 1978: Passe ton bac d'abord
- 1980: Loulou
- 1983: À nos amours (A nuestros amores)
- 1985: Police
- 1987: Bajo el sol de Satán
- 1991: Van Gogh
- 1995: Le Garçu

## Premios y distinciones
Premio Jean Vigo
| Año  | Categoría                 | Película      | Resultado |
| ---- | ------------------------- | ------------- | --------- |
| 1969 | Jean Vigo de largometraje | L'Enfance nue | Ganador   |

Festival Internacional de Cine de Cannes
| Año  | Categoría    | Película             | Resultado |
| ---- | ------------ | -------------------- | --------- |
| 1987 | Palma de Oro | Bajo el sol de Satán | Ganador   |